# Amnon Rubinstein
Amnon Rubinstein (hebrejsky אמנון רובינשטיין‎; 5. září 1931 – 18. ledna 2024) byl izraelský vědec v oboru práva, politik a publicista. V letech 1977 až 2002 byl poslancem Knesetu a zastával řadu ministerských funkcí v izraelské vládě. V roce 2010 byl děkanem Interdisciplinary Center (IDC) v Herzliji a patronem Liberální internacionály. V roce 2006 mu byla udělena Izraelská cena v oblasti práva.

## Biografie
Narodil se v Tel Avivu ještě za dob britské mandátní Palestiny. Po službě v Izraelských obranných silách, kde dosáhl hodnosti kapitána, studoval ekonomii, mezinárodní vztahy a právo na Hebrejské univerzitě v Jeruzalémě. V roce 1963 byl přijat do izraelské advokátní komory. V roce 1966 úspěšně dokončil doktorské studium na London School of Economics a v letech 1961 až 1975 působil jako profesor práva na Telavivské univerzitě. Na téže univerzitě zastával v letech 1968 až 1973 funkci děkana právnické fakulty.

### Politická kariéra
Svou politickou kariéru zahájil po jomkipurské válce (1973) založením levicové strany Šinuj. Ta se později spojila s Demokratickým hnutím Jigaela Jadina a vytvořila stranu Demokratické hnutí za změnu (Daš). Té se podařilo uspět v parlamentních volbách v roce 1977, ve kterých získala 15 poslaneckých mandátů. Úspěch strany však přišel na úkor dominantní levicové strany Ma'arach, která poprvé po 29 letech od vzniku Izraele nebyla vládní stranou (vlády se ujal pravicový Likud). Šinuj se stal součástí koaliční vlády Menachema Begina, s čímž však Rubinstein nesouhlasil, a na protest proti tomu vystoupil se svou stranou z uskupení Daš. Do následujících parlamentních voleb v roce 1981 strana kandidovala samostatně, Rubinstein si udržel svůj poslanecký mandát, avšak zisk strany se zmenšil na dva mandáty. V dalších volbách v roce 1984 získala Rubinsteinova strana o poslanecké křeslo více a byla přizvána do koaliční vlády, v níž byl Rubinstein jmenován ministrem komunikací. V příštích volbách v roce 1988 znovu obhájil svůj poslanecký mandát, avšak Šinuj do koaliční vlády přizvána nebyla.
Před volbami v roce 1992 se Šinuj spojil se stranou Rac Šulamit Aloniové a sionisticko-socialistickou stranou Mapam. Společně vytvořili pro-mírovou, sociálně-demokratickou a liberální stranu Merec. Ta se po zmíněných volbách stala součástí koaliční vlády premiéra Jicchaka Rabina, ve které byl Rubinstein jmenován ministrem energetiky a infrastruktury. Nedlouho po začátku jeho funkčního období však byl přesunut do čela ministerstva školství, když Rabin na nátlak náboženských stran odvolal Šulamit Aloniovou pro její výroky o výuce evoluční teorie a kreacionismu.
Jako ministr školství Rubinstein snížil hranici pro absolventy středních škol, potřebnou pro vstup na vysokou školu a vytvořil systém, na jehož základě by studenti měli u maturity méně povinných předmětů; předmět ke zkoušce by byl každý rok vybrán prostřednictvím loterie. Vyslovil se rovněž proti standardizovaným testům, které izraelské univerzity požadují po svých uchazečích.
Poté, co ve volbách v roce 1996 uspěl pravicový Likud, opustili Rubinstein a Merec vládu. Naposledy byl do Knesetu zvolen ve volbách v roce 1999 a rezignoval koncem října 2002.

### Publicistika a akademická kariéra
Po odchodu z politiky se Rubinstein vrátil na akademickou půdu. Mimo to pravidelně přispíval do řady izraelských novin.

## Dílo
- Israel and the Family of Nations: The Jewish Nation State and Human Rights, 2008
- The Constitutional Law of the State of Israel
- Upholding morality
- From Herzl to Rabin: The Changing Image of Zionism
- Daat Yachid'
- Jurisdiction and Illegality: A Study in Public Law
- The Blanket
- Route no. 5
- The Sea Above Us